# Kronologija Domovinskog rata: travanj 1993.

### 1. travnja
- Nezadovoljni smo s UNPROFOR-om i njegovim djelovanjem u Istočnom sektoru, rekao B. Glavaš, predsjednik osječke vlade i istakao kako je za njegova mandata protjerano 5.000 nesrba, a 600 ljudi je ubijeno.[1]
- Beogradski Vrhovni vojni sud osudio na smrt Vukovarce koji su zamijenjeni 1992. godine.[1]
- Reportaža britanske televizijske mreže ITN o masovnom stratištu Hrvata na Ovčari potresla svijet.[1]
- U Italiji sve žešća kampanja protiv Hrvatske - započeli su je fašisti i iredentisti, a priključili su im se i političari koji najčešće traže reviziju Osimskih sporazuma.[1]
- Počelo suđenje u Međunarodnom sudu pravde u Den Haagu - Srbija optužena za genocid.[1]
- Vijeće sigurnosti osnažilo zabranu letenje nad BiH stavivši ju pod strogi nadzor oko 100 NATO-vih zrakoplova.[1]

### 2. travnja
- Najavjeni pregovori hrvatskih vlasti iz Ogulina i delegacije pobunjenih Srba iz Plaškog.[1]
- Norveški ministar vanjskih poslova Thorvald Stoltenberg (61) prihvatio ponudu glavnog tajnika UN da zamijeni Cyrusa Vancea na mjestu mirovnog posrednika UN za područje bivše Jugoslavije.[1]
- Pobunjeni Srbi maljutkama gađali Skradin.[1]
- U Travniku dogovor čelnika civilnih vlasti, predstavnika HVO-a i Armije BiH da političke stranke, civilne vlasti i vojne postrojbe počnu stvarati zajedničko zapovjedništvo.[1]
- Washington pojačava pritisak za ukidanje embarga na oružje za BiH.[1]

### 3. travnja
- Italija odobrila NATO-u korištenje baza na svom tlu.[1]
- Luftwaffe daje ključne posade izviđačkih zrakoplova HATO-a u misijama u BiH.[1]
- Završeno drugo ročište Međunarodnog suda pravde u Den Haagu kojem je BiH podnijela tužbu protiv tzv. SR Jugoslavije zbog agresije i genocida.[1]
- Samoproglašeni parlament Srba u BiH odbacio na zasjedanju u Bileći Vance-Owenov mirovni plan.[1]
- U povodu izglasavanja 815. rezolucije Vijeća sigurnosti UN, kojom se ističe da su područja Republike Hrvatske pod zaštitom UNPROFOR-a sastavni dio Hrvatske, Srbi s tog područja poslali prosvjedno pismo glavnom tajniku UN.[1]

### 4. travnja
- Visoka povjerenica UN za izbjeglice Sadako Ogata od Boutrosa Ghalija zatražila hitnu pomoć za umiruću Srebrenicu.[1]
- Francuska spremna poslati u Italiju 10 zrakoplova mirage 2000 C i četiri izviđačka miragea CR, kao pomoć u provedbi zaštitne zone zabranjenog leta iznad BiH.[1]
- Lovac na ratne zločince Simon Wisenthal optužio Hrvatsku da je fašistička zemlja, a od njegove izjave date u talijanskoj Corriera della Sera ogradila se i Židovska općina u Zagrebu.[1]

### 5. travnja
- U Ženevi nastavljeni pregovor hrvatske Vlade i pobunjenih Srba, očekuje se potpisivanje sporazuma o načinu provedbe Rezolucije 802 Vijeća sigurnosti.[1]
- Zapadnoeuropska unija odlučila sudjelovati u pooštrenim sankcijama protiv Beograda.[1]
- Posebni izvjestitelj Ujedinjenih naroda za ljudska prava na prostoru bivše Jugoslavije Tadeusz Mazowiecki izjasnio se za jači međunarodni pritisak u bosanskom ratu.[1]
- Američki državni tajnik Warren Christopher izjavio da su bosanski Srbi propustili priliku za mir i da je s ruskim kolegom razgovarao o novim sankcijama protiv Srbije.[1]
- Srbija i Crna Gora pred Međunarodnim sudom u Hagu našle se u neugodnoj situaciji.[1]

### 6. travnja
- David Howell, visoki dužnosnik britanske Konzervativne stranke premijera Johna Majora, izjavio kako je došlo vrijeme za vojnu intervenciju Zapada, kojom bi se okončale borbe u BiH.[1]
- Prema mišljenju američkog državnog tajnika Warrena Christophera, Srbi u BiH nisu spremni prihvatiti mirovni plan jer su već zauzeli prevelik dio Bosne.[1]
- U Ženevi nastavljene pregovori o sukcesiji bivše Jugoslavije, ali bez većih rezultata, jer su pregovarači SR Jugoslavije napustili pregovore pristavši da sudjeluju samo kad se bude raspravljalo o sukcesiji bivših saveznih arhiva.[1]
- U sarajevski zračnoj luci održan sastanak vojnih izaslanstva Armije BiH, HVO-a i vojske bosanskih Srba.[1]
- Sarajevski radi i televizija nastavljaju s medijskom propagandom protiv Hrvata u BiH poistovjećujući Hrvate sa srpskim fašistima.[1]
- Ne prestaju napadi srpskog neprijatelja na zadarsko-biogradsko zaleđe.[1]

### 7. travnja
- U Ženevi predstavnici hrvatske Vlade i pobunjenih Srba potpisali sporazum o provedbi Rezolucije 802.[1]
- Sve tri zaraćene strane u BiH postigle sporazum o produženju prekida vatre.[1]
- Dalekometnim topništvom Srbi gađali stanovnike Srebrenice.[1]
- Nastavlja se etničko čišćenje banjalučke regije iz koje je Crveni križ prihvatio 37 Hrvata.[1]
- U Prozoru održan sastanak između HVO-a i Armije BiH na kojem su razmatrana pitanja prekida vatre između te dvije zaraćene strane na istočnom dijelu općine Rama-Prozor.[1]
- U Mostaru između HVO-a i Armije BiH nema sukoba, ali ni dogovora o nekom trajem prekidu neprijateljstva.[1]

### 8. travnja
- Za građane Hrvatske prestali važit crveni YU-pasoši, u inozemstvo mogu samo sa hrvatskom putovnicom.[1]
- Francuski i Nizozemski ratni zrakoplovi stigli u dvije talijanske vojne baze odakle će kretati u misiju nadzora bosanskohercegovačkog zračnog prostora.[1]
- Srbi uveli takse za sve brodove koji plove 588 kilometara dugim putem Dunavom kroz Jugoslaviju, do sada su je morali plaćati samo njemački i austrijski brodari.[1]
- Zavod za zdravstvenu zaštitu BiH do sada evidentirao 136.840 poginulih.[1]

### 9. travnja
- Mirovni posrednik EZ lord Owen upozorio međunarodnu zajednicu da bi mogla biti prisiljena izvesti specifičnu i pozorno odmjerenu vojnu akciju u bivšoj Jugoslaviji.[1]

### 10. travnja
- Njemački ustavni sud odbio tužbe liberala i oporbenih socijaldemokrata, čime je dao zeleno svjetlo za sudjelovanje njemačkih pilota u AWACS-ima u sklopu akcije NATO-a za nadzor bosanskog neba.[1]
- Makedonija postala 181. članica Ujedinjenih naroda.[1]

### 22. travnja
- Završen posjet predsjednika Tuđmana SAD, gdje se sastao s američkim predsjednikom i potpredsjednikom, s drugim istaknutim predstavnicima američke politike, s više od deset predsjednika drugih država, te s najistaknutijim vođama židovske zajednice u SAD.[2]
- Četnici raketirali Pirovac.[2]
- U napadu pripadnika Armije Bih na konjičko selo Vrci ubijeno 7 tamošnjih Hrvata.[2]
- UN zahtijeva da se srpske snage u potpunosti pokore Rezoluciji 819, te da Hrvati i Muslimani prekinu sukobe u BiH. Američki predsjednik Bill Clinton još ne uspijeva postići sugelasnost za vojnu akciju protiv Srba.[2]

### 23. travnja
- U istočnoj Slavoniji Srbi i dalje crpe naftu na polju pokraj Đeletovaca, što je međunarodni kriminal i kršenje embarga UN.[2]
- U raketnom napadu na Biograd ozlijeđena tri civila.[2]
- U Mostaru održan sastanak predstavnika hrvatskog naroda u organima Republike BiH, zaključeno da su Muslimani uzurpirali svu vlast u Republici.[2]
- U selima sjeverne Hercegovine, na području općine Konjić, muslimanske snage i dalje čine masakre nad Hrvatima.[2]
- U Mostaru utemeljena Muslimanska demokratska stranka BiH, za predsjednika izabran Mirsad Bakšić.[2]
- Muslimanske snage granatirale Vitez.[2]
- Predsjednik SRJ Dobrica Ćosić, prema osobnoj izjavi, sklon prihvatiti Vance-Owenov plan.[2]
- Glavni tajnik PEN-a Alexsandre Blokh izjavio u Dubrovniku kako nema sumnje da su Srbi i Srbija agresori.[2]

### 24. travnja
- Američka administracija podijeljena glede politike prema krizi na Balkanu - Ovo je najveći problem vanjske politike s kojim smo se suočili i mi i naši saveznici - rekao Clinton.[2]
- U oružanom napadu pripadnika Armije BiH na selo Miletiće pokraj Travnika brutalno ubijeno 5 mještana - Hrvata, a u oružanom napadu pripadnika Armije BiH na grad Fojnicu ubijeno je 8 Hrvata.[2]

### 25. travnja
- Potpisan hrvatsko-muslimanski sporazum o prekidu sukoba u BiH.[2]
- U Mostaru se stanje postupno normalizira - Armija BiH i HVO napustili sve prostore na desnoj obali Neretve.[2]
- Zemlje EZ-a više ne isključuju mogućnost zračnih napada na srpske snage u BiH, ali su protiv naoružavanja Muslimana.[2]
- Većina Amerikanaca odobrava mogućnost da SAD pokrenu zračne napade kako bi zaustavili sukobe u BiH.[2]

### 26. travnja
- Zadar i okolicu pobunjeni Srbi ne prestaju granatirati, opća opasnost na snazi više od deset dana.[2]
- Nakon potpisanog mira između Hrvata i Muslimana, stanje u Vitezu polako se noramlizira, izgrede čine jedino Mudžahedini pristigli iz islamskih zemalja, od čijih se postupaka ogradio Enver Hadžiasanović, zapovjednik 3. korpusa Armije BiH.[2]
- Češki predsjednik Vaclav Havel podržava vojnu akciju protiv Srba.[2]
- Planeri KESS-a predviđaju da će sankcije UN SRJ u vrlo kratkom vremenu baciti na koljena.[2]

### 27. travnja
- Prema svjedočenjima posljednjih izbjeglih Hrvata iz vrličkog kraja, njihova imovina postaje vlasništvo novonaseljenih Srba iz BiH i Srbije.[2]
- Sedam dana zaredom na biogradskom području traje opća opasnost.[2]
- Nakon što su zastupnici skupštine tzv. republike srpske u BiH odbili Vance-Owenov plan, počela još jedna opća ofenziva četnika i jugovojske na područja odgovornosti Drugog korpusa Armije BiH.[2]
- Organizacija islamske konferencije (OIC) pozvala UN da upotrijebi sva sredstva kako bi se zaustavio genocid nad Muslimanima u BiH.[2]
- Owen Miloševića u Beogradu utjerao u laž - vojska SRJ razarala Srebrenicu.[2]
- Poslije pooštravanja sankcija Beograd posprema svoja 3.450 skloništa, u koja se može smjestiti nešto više od 332.000 ljudi.[2]

### 28. travnja
- Dok državnici Zapada pozdravljaju najnoviju Jeljcinovu izjavu da Rusija neće biti pokrovitelj srpskih nacionalista, ruski parlament opet pokušava zaštititi Srbe.[2]
- Američko Ministarstvo financija zaplijenilo pet od šest brodova i nova, vlasništvo tzv. SR Jugoslavije.[2]
- Srbi u Bosni zaprijetili su da će bombardirati britanske trupe UNPROFOR-a u središnjoj Bosni u slučaju zračnog napada NATO-a.[2]
- Podmornica nizozemske Kraljevske mornarice mjesecima luta Jadranskim morem s jedinim zadatkom - da prisluškuje srpske vojne komunikacije.[2]

### 29. travnja
- Zločinačka srpska vojska tenkovima napala Novigrad.[2]
- Predsjednik Amerike Bill Clinton zalaže se za strože mjere protiv srpskih snaga u BiH - njegov zapovjednik zrakoplovstva ocjenjuje da bi bombardiranje srpskih topničkih položaja bilo vrlo učinkovito.[2]

### 30. travnja
- Ruski parlament naredio predstavniku Rusije pri Vijeću sigurnosti UN da stavi veto na svaku rezoluciju o vojnoj intervenciji u Bosni i Hercegovini.[2]
- Ministar vanjskih poslova BiH Haris Silajdžić kazao intervjuu za BBC da ne može biti sigurnosnih zona u Bosni i Hercegovini dok su u njih uperene topovskih cijevi.[2]
- Nakon topničkog napada Biograd pretrpio i helikopterski napad.[2]